# Ейвонлі
Ейвонлі (англ. Avonlea) — село в канадській провінції Саскачеван за 82 км на південний захід від м. Реджайна. Село було названо на честь вигаданого міста Ейвонлі з романів Люсі Мод Монтгомері.

## Населення

### Чисельність
| 2001 | 2006 | 2011 | 2016 |
| ---- | ---- | ---- | ---- |
| 412  | 381  | 398  | 393  |